# Tadamichi Machida
Tadamichi Machida (町田 忠道 Machida Tadamichi?), född 23 maj 1981 i Saitama prefektur, är en japansk före detta fotbollsspelare.
Machida började sin karriär 2000 i Kashiwa Reysol. 2003 flyttade han till Kyoto Purple Sanga. Efter Kyoto Purple Sanga spelade han för Kawasaki Frontale och Tokyo Verdy. Han avslutade karriären 2005.